# Alta, bella e pericolosa
Alta, bella e pericolosa (Une femme ou deux) è un film del 1985 diretto da Daniel Vigne.

## Trama
Julien Chayssac, appassionato paleontologo, scopre il fossile di una donna vissuta due milioni di anni fa. Il sensazionale ritrovamento di “Laura”, la prima donna primitiva francese, fa partire dagli Stati Uniti una ricca americana, Mrs. Heffner, disposta a finanziare ulteriori scavi. All'aeroporto, Julien avvicina per errore un'avvenente ex-modella, scambiandola per Mrs. Heffner. Jessica – che ora lavora come pubblicitaria e si è recata in Francia alla ricerca di ispirazione per lanciare un nuovo profumo – asseconda l'errore per sfuggire a un mitomane che la perseguita. L'incontro con Julien e “Laura” si trasforma per Jessica in un'occasione unica: sfrutterà l'immagine della prima francese per il lancio pubblicitario. Frattanto la vera Mrs. Heffner arriva a Parigi. Julien, presentando “Laura” ai colleghi della Sorbona, annuncia che la prima donna francese era di razza negroide, mentre tra il pubblico circolano copie di un giornale che ritrae Jessica con il fossile e un profumo. Tra lo scandalo generale, Julien viene screditato. In seguito si mette sulle tracce di Jessica, divenuta irreperibile.